# لاکهید ایکس‌پی-۴۹
لاکهید ایکس‌پی-۴۹ (به انگلیسی: Lockheed XP-49) یک هواگرد ساختِ کارخانهٔ لاکهید کورپوریشن در کشور ایالات متحده آمریکا است . این هواگرد برای نخستین بار در ۱۴ نوامبر ۱۹۴۲ میلادی مورد استفاده قرار گرفت.